# Peter Hanisch (Sportfunktionär)
Peter Artur Wilhelm Hanisch (* 1935) ist ein ehemaliger deutscher Sportfunktionär.

## Werdegang
Hanisch war 35 Jahre lang Mitglied im Präsidium des Landessportbundes Berlin und stand der Organisation neun Jahre (2000 bis 2009) als ehrenamtlicher Präsident vor. Er holte 2005 das Internationale Deutsche Turnfest nach Berlin.
Er war zudem Präsident des Berliner Leichtathletik-Verbandes und des Berliner Turnerbundes, Präsidiumsmitglied des Deutschen Leichtathletik-Verbandes und des Deutschen Sportbundes, Vorsitzender der Deutschen Sportjugend sowie Präsident der Europäischen Polizeisport-Union, Mitglied des Aufsichtsrates der Berliner Bäderbetriebe sowie Vorsitzender des Kuratoriums Sportstiftung Berlin.
Als Organisationschef leitete er 1995 die Durchführung der Weltgymnaestrada 1995 sowie der Weltmeisterschaft in der Rhythmischen Sportgymnastik 1997. 2009 war er Mitglied des Organisationskomitees der Leichtathletik-Weltmeisterschaften.
Aktuell ist er im Sport-Gesundheitspark Berlin e.V. als Vorsitzender des Vorstandes aktiv und war eines der Gründungsmitglieder des Vereins. 

## Ehrungen
- Ehrenpräsident des Landessportbundes Berlin
- 1. Oktober 2005: Verdienstorden des Landes Berlin
- Dezember 2009: Großes Verdienstkreuz der Bundesrepublik Deutschland